# Dramma per Musica
Dramma per Musica - Festiwal Oper Barokowych – coroczna impreza kulturalna, przegląd oper barokowych w Polsce. 
W roku 2012 zostało utworzone w Warszawie Stowarzyszenie Miłośników Sztuki Barokowej "Dramma per Musica". W 2015 r. Stowarzyszenie we współpracy z Teatrem Stanisławowskim i Warszawską Operą Kameralną zainicjowało cykliczny Festiwal Oper Barokowych. Po utworzeniu (w roku 2017) Polskiej Opery Królewskiej większość przedstawień festiwalowych odbywa się w gmachu POK. Ponadto imprezy towarzyszące festiwalowi mają miejsce także w: Zamku Królewskim w Warszawie, Domu Polonii - Polonia Open Art Stage, Studio Koncertowym Polskiego Radia im W. Lutosławskiego w Warszawie i in. 
Edycje festiwalu:
- I Festiwal Oper Barokowych - 2015
- II Festiwal Oper Barokowych - 2016
- III Festiwal Oper Barokowych - 2017[2]
- IV Festiwal Oper Barokowych - 2018[3]

## Źródła
- Strona Stowarzyszenia "Dramma per Musica"
- Strona Festiwalu Oper Barokowych
- Festiwal w bazie e-teatr